# Roberto Cherro
Roberto Eugenio Cerro (Buenos Aires, 1907. február 23. – Buenos Aires, 1965. október 11.) olimpiai és világbajnoki ezüstérmes argentin válogatott labdarúgó.
Az argentin válogatott tagjaként részt vett az 1930-as világbajnokságon, az 1928. évi nyári olimpiai játékokon illetve az 1926-os, az 1927-es és az 1929-es Dél-amerikai bajnokságon.

## Sikerei, díjai
Boca Juniors
- Argentin bajnok (5): 1926, 1930, 1931, 1934, 1935

Argentína
- Világbajnoki döntős (1): 1930
- Dél-amerikai bajnok (2): 1927, 1929
- Olimpiai ezüstérmes (1): 1928

Egyéni
Az argentin bajnokság gólkirálya (3): 1926 (22 gól), 1928 (32 gól), 1930 (37 gól)

## Külső hivatkozások
- Argentin keretek a Copa Américan rsssf.com
- Roberto Cherro a FIFA.com honlapján Archiválva 2015. február 6-i dátummal a Wayback Machine-ben